# Cefalonium
Cefalonium (INN) là một loại kháng sinh cephalosporin thế hệ đầu tiên.